# Gro Steinsland
Gro Steinsland (født 1945) er professor i religionshistorie (Dr. fil) ved Oslo Universitet. Hendes forskningsområde er religion og kultur i vikingetid og nordisk middelalder. Gro Steinsland har publiceret en række artikler og bøger med emner der omhandler før-kristen religion, og hun betragtes i dag som en af Norges fremmeste eksperter på dette område.

## Publikationer i udvalg
Bogudgivelser:
- (2005): Norrøn religion. Myter, riter, samfunn
- (2000): Den hellige kongen. Om religion og herskermakt fra vikingtid til middelalder
- (1999): Voluspå, Gjendiktning og kommentar, sammen med Preben Meulengracht Sørensen
- (1997): Eros og død i norrøne myter
- (1994): Menneske og makter i vikingenes verden, sammen med Preben Meulengracht Sørensen
- (1989): Det hellige bryllup og norrøn kongeideologi. En analyse av hierogami-myten i Skírnismál, Ynglingatal, Háleygjatal og Hyndluljód. Dr.avhandl. UiO
- (1986): Kvinnen i norrøn mytologi. Bilde og virkelighet. Kvinnen i historien, litteraturen og kunsten, virkelighet og myte. NAVF arbeidsnotat 1/1986, red. Aina Schiøtz, Oslo, 21-30. ISBN 82-7216-280-6
- (1982): Den skjulte tradisjon i norrøn religion
- (19??): Kristus som serierrik hersker, sammen med Preben Meulengracht Sørensen

Bøger – redaktør/medforfatter:
- (2006): Transformasjoner i vikingtid og norrøn middelalder, Møteplass Middelalder, (red), Oslo
- (2004): Draumkvedet og tekster fra nordisk middelalder, Verdens hellige skrifter, Oslo.
- (2003): Voluspå og andre norrøne helligtekster, Verdens hellige skrifter, Oslo.
- (1999): Religion och samhälle i det förkristna Norden, red. Drobin, Schjødt, Steinsland, Sørensen, Sth..
- (1994): Myte og ritual i det førkristne Norden, red. Schjødt, Drobin, Pentikäinen, Steinsland, Sørensen, Odense.
- (1992): Fokus på kvinner in middelalderkilder, red. Sellevold, Mundal, Steinsland, Skara.
- (1991): Nordisk hedendom – et symposium, Odense.
- (1986): Words and Objects. Towards a Dialogue between Archaeology and History of Religion, Oslo, Oxford.

## Eksterne link
- UiO: Præsentation Arkiveret 1. maj 2008 hos  Wayback Machine
- Præsentation på Forskning.no Arkiveret 1. marts 2005 hos  Wayback Machine
- Den hellige kongen – og hans kvinne Arkiveret 14. maj 2007 hos  Wayback Machine, kronikk i Aftenposten, 2000